# The Sins of Thy Beloved
The Sins of Thy Beloved – norweska grupa muzyczna wykonująca muzykę z pogranicza doom, gothic i metalu symfonicznego. Zespół powstał w 1996 roku w miejscowości Bryne z inicjatywy Stiga Johansena, Glenna Mortena i Arilda Christensena.
Zespół nagrał dwa albumy studyjne Lake of Sorrow (1998) i Perpetual Desolation (2000), które ukazały się nakładem austriackiej wytwórni muzycznej Napalm Records. Grupa pozostawała aktywna do około 2001 roku, kiedy to opuściło ją cześć jej członków. W 2005 roku zespół zagrał jeden koncert w odnowionym składzie, jednakże był to ostatni występ grupy do dziś.
Mimo braku aktywności ze strony zespołu, nie zostało wystosowane oficjalne oświadczenie o jego rozwiązaniu.

## Muzycy
Obecny skład zespołu
- Glenn Morten Nordbø – gitara, śpiew (od 1996)
- Arild Christensen – gitara, śpiew (od 1996)
- Ola Aarrestad – gitara basowa (od 1996)
- Stig Johansen – perkusja (od 1996)
- Anita Auglend – śpiew (1996–2001, od 2007)
- Maiken Olaisen – instrumenty klawiszowe (od 2005)
- Anders Thue – sesyjnie instrumenty klawiszowe, fortepian (1997–2001, od 2005)
- Pete Johansen – sesyjnie skrzypce (od 1998)

Byli członkowie
- Ingfrid Stensland – instrumenty klawiszowe, fortepian (1997–2001)
- Hege Mary Aanby – śpiew (2001)
- Mona Wallin – śpiew (2005–2007)

## Dyskografia
- All Alone (minialbum, 1997)
- Demo (demo, 1997)
- Lake of Sorrow (album, 1998)
- Perpetual Desolation (album, 2000)
- Perpetual Desolation Live (DVD, VHS; 2001)
- Perpetual Desolation Live (album koncertowy, 2001)